# Quekel
Quekel(s) (ook: Queeckel en: Quequel) was een Nederlands regentengeslacht uit Dordrecht. Gijsbrecht Quekel en zijn nakomelingen waren de ambachtsheren van Wieldrecht.
Leden van dit geslacht werden in de 15e en 16e eeuw in het Hof begraven, waar Hendrik Quekel in 1447 een kapel stichtte.

## Wapen
"Gevierendeeld: I en IV in goud drie rood gekapte zilveren vogels, zwart gekroond; II en III in blauw drie zilveren schuinkruisjes."

## Enkele Telgen
- Gijsbrecht Barendsz Quekel van Wieldrecht; Raad (1422), Schepen (1423) en burgemeester (1426) van Dordrecht, beleend met de heerlijkheid Wieldrecht (1453).[6][2]
  - Hendrik Gijsbrechtsz Quekel; raad van Dordrecht (1457), rekenmeester van de Grafelijksheidsdomeinen (1472), getrouwd met Jonkvrouwe Catharina Henrice.[4]
  - Gijsbrecht Gijsbrechtsz Quekel van Wieldrecht; heer van Wieldrecht, kastelein (1454) en schepen van Gorinchem (1460).[6][3]
    - Hugo Quekel van Wieldrecht; heer van Wieldrecht.
      - Jacob Hugosz Quekel; heer van Wieldrecht en Oudelandsambacht, kastelein van het kasteel Linschoterpoort (1507).[7]
        - Jacob Jacobs Quekel van Wieldrecht; heer van Wieldrecht en Oudelandsambacht, baljuw van Zuid-Holland (1537, 1540, 1558).[8]

### Overige telgen
- Willem Willemsz van Zierikzee (Queckel); edelman, baljuw van Zuid-Holland (1336).[9]